# العلاقات الأيرلندية الكازاخستانية
العلاقات الأيرلندية الكازاخستانية هي العلاقات الثنائية التي تجمع بين جمهورية أيرلندا وكازاخستان.

## مقارنة بين البلدين
هذه مقارنة عامة ومرجعية للدولتين:
| وجه المقارنة                                              | جمهورية أيرلندا                                       | كازاخستان                      |
| --------------------------------------------------------- | ----------------------------------------------------- | ------------------------------ |
| المساحة (كم2)                                             | 70.27 ألف                                             | 2.72 مليون                     |
| عدد السكان (نسمة)                                         | 4.76 مليون                                            | 17.95 مليون                    |
| الكثافة السكانية (ن./كم²)                                 | 67.74                                                 | 6.6                            |
| العاصمة                                                   | دبلن                                                  | نور سلطان                      |
| اللغة الرسمية                                             | اللغة الأيرلندية، لغة إنجليزية، الإنجليزية الأيرلندية | اللغة القازاقية، اللغة الروسية |
| العملة                                                    | جنيه أيرلندي، يورو، عملات اليورو الأيرلندية           | تينغ كازاخستاني                |
| الناتج المحلي الإجمالي (بليون دولار)                      | 333.73 مليار                                          | 159.41 مليار                   |
| الناتج المحلي الإجمالي (تعادل القوة الشرائية) بليون دولار | 318.16 مليار                                          | 439.39 مليار                   |
| الناتج المحلي الإجمالي الاسمي للفرد دولار أمريكي          | 61.13 ألف                                             | 10.51 ألف                      |
| الناتج المحلي الإجمالي للفرد دولار أمريكي                 |                                                       | 24.23 ألف                      |
| مؤشر التنمية البشرية                                      | 0.916                                                 | 0.788                          |
| رمز المكالمات الدولي                                      | +353                                                  | +7                             |
| رمز الإنترنت                                              | .ie                                                   | .kz، .қаз ‏                     |
| المنطقة الزمنية                                           | 00، ت ع م+01:00، أوروبا/دبلن ‏                         | ت ع م+05:00، ت ع م+06:00       |

## منظمات دولية مشتركة
يشترك البلدان في عضوية مجموعة من المنظمات الدولية، منها:
| علم المنظمة | اسم المنظمة                               | تاريخ انضمام جمهورية أيرلندا | تاريخ انضمام كازاخستان |
| ----------- | ----------------------------------------- | ---------------------------- | ---------------------- |
|             | الاتحاد البريدي العالمي                   | ?                            | ?                      |
|             | بنك التنمية الآسيوي                       | 2006                         | 1994                   |
|             | يونسكو                                    | 3 أكتوبر 1961                | 22 مايو 1992           |
|             | البنك الدولي للإنشاء والتعمير             | 8 أغسطس 1957                 | 23 يوليو 1992          |
|             | وكالة ضمان الاستثمار متعدد الأطراف        | 27 أكتوبر 1989               | 12 أغسطس 1993          |
|             | الاتحاد الدولي للاتصالات                  | 8 ديسمبر 1923                | 23 فبراير 1993         |
|             | منظمة الشرطة الجنائية الدولية             | ?                            | ?                      |
|             | مؤسسة التمويل الدولية                     | 11 سبتمبر 1958               | 30 سبتمبر 1993         |
|             | مجموعة الموردين النوويين                  | ?                            | ?                      |
|             | الأمم المتحدة                             | 14 ديسمبر 1955               | 2 مارس 1992            |
|             | منظمة الأمن والتعاون في أوروبا            | 25 يونيو 1973                | 30 يناير 1992          |
|             | مؤسسة التنمية الدولية                     | 22 ديسمبر 1960               | 23 يوليو 1992          |
|             | الفريق المعني برصد الأرض                  | ?                            | ?                      |
|             | منظمة حظر الأسلحة الكيميائية              | ?                            | ?                      |
|             | المركز الدولي لتسوية المنازعات الاستشارية | 7 مايو 1981                  | 21 أكتوبر 2000         |

## وصلات خارجية
- موقع وزارة الخارجية الكازاخستانية